# モダン・ラブ
『モダン・ラブ』（Modern Love）はニューヨーク・タイムズのコラムに基づくアメリカのロマンティック・コメディ・アンソロジー・テレビドラマシリーズである。
シーズン1は現代のニューヨークを舞台に独立した8話から構成されるが、最終エピソード8においては他のエピソードの登場人物たちが街角ですれ違う。シーズン2はニューヨーク以外も舞台とする。
シーズン1はAmazonビデオで『モダン・ラブ 〜今日もNYの街角で〜』として2019年10月18日に配信された。シーズン2が2021年8月13日に配信された。また舞台を東京に移した『モダンラブ・東京』が日本のスタッフ・キャストで製作された。

## キャスト

### シーズン1
| 役名       | 俳優                     | 日本語吹替 | 登場話 |
| ---------- | ------------------------ | ---------- | ------ |
| マギー     | クリスティン・ミリオティ | 有賀由樹子 | 1、8   |
| グズミン   | Laurentiu Possa          | 楠見尚己   | 1、8   |
| ジョシュア | デーヴ・パテール         | 玉木雅士   | 2、8   |
| エマ       | Caitlin McGee            |            | 2、8   |
| ジュリー   | キャサリン・キーナー     | 野村須磨子 | 2、8   |
| レキシー   | アン・ハサウェイ         | 坂井恭子   | 3、8   |
| ジェフ     | Gary Carr                | 増元拓也   | 3、8   |
| サラ       | ティナ・フェイ           | 塙英子     | 4、8   |
| デニス     | ジョン・スラッテリー     | さかき孝輔 | 4、8   |
| ヤスミン   | ソフィア・ブテラ         | 矢尾幸子   | 5、8   |
| ロブ       | ジョン・ギャラガー・Jr   | 四宮豪     | 5、8   |
| マディ     | ジュリア・ガーナー       | 三木美     | 6、8   |
| ピーター   | シェー・ウィガム         | 滝知史     | 6、8   |
| カーラ     | オリヴィア・クック       | 木村涼香   | 7、8   |
| トビン     | アンドリュー・スコット   | 最上嗣生   | 7、8   |
| アンディ   | Brandon Kyle Goodman     | 青木強     | 7、8   |
| ミック     | エド・シーラン           | 江頭宏哉   | 7、8   |
| マーゴ     | ジェーン・アレクサンダー | 寺内よりえ | 8      |
| ケンジ     | ジェームズ・サイトウ     | 高桑満     | 8      |

### シーズン2
| 役名                 | 俳優                       | 日本語吹替 | 登場話 |
| -------------------- | -------------------------- | ---------- | ------ |
| ステファニー・カラン | ミニー・ドライヴァー       | 反町有里   | 1      |
| ナイアル             | Don Wycherley              |            | 1      |
| ジェリー             | Keith McErlean             |            | 1      |
| ジョーダン           | ベンガ・アキナベ           | 岩城泰司   | 2      |
| ゾーイ               | Zoë Chao                   | 樋口あかり | 2      |
| マイケル             | キット・ハリントン         | 花輪英司   | 3      |
| ポーラ               | ルーシー・ボイントン       | 種市桃子   | 3      |
| ヴィンス             | Isaac Cole Powell          | 星野佑典   | 4      |
| リル                 | ドミニク・フィッシュバック | 石川藍     | 4      |
| ケイティ             | ルールー・ウィルソン       | 中村慈     | 5      |
| スペンス             | ギャレット・ヘドランド     | 滝知史     | 6      |
| イザベル             | アンナ・バキン             | 杉山滋美   | 6      |
| ロビー               | Zane Pais                  | 藤巻大悟   | 7      |
| ベン                 | Marquis Rodriguez          | 益山武明   | 7      |
| ヴァン               | トビアス・メンジーズ       | さかき孝輔 | 8      |
| エリザベス           | ソフィー・オコネドー       | さとうあい | 8      |

## エピソード

### シーズン1のエピソード
| 通算 話数 | シーズン 話数 | タイトル                                                                      | 監督             | 脚本                        | 公開日         | 製作 番号 |
| --- | ------------- | ----------------------------------------------------------------------------- | ---------------- | --------------------------- | -------------- | --------- |
| 1 | 1             | "私の特別なドアマン" "When the Doorman Is Your Main Man"                      | ジョン・カーニー | ジョン・カーニー            | 2019年10月18日 | MOLV 102  |
| 独身女性のマギーはアパートのドアマンのグズミンに見守られながらシングル・マザーとなる。 |               |                                                                               |                  |                             |                |           |
| 2 | 2             | "恋のキューピッドは世話好き記者" "When Cupid Is a Prying Journalist"          | ジョン・カーニー | ジョン・カーニー            | 2019年10月18日 | MOLV 101  |
| 恋愛アプリの開発者のジョシュアは、2年前にエマに出会い別れた体験をニューヨーク・タイムズの記者ジュリーに語る。ジュリーもまた自身の失われた恋愛を語る。ジョシュアはエマに再会する。                                                                                       |               |                                                                               |                  |                             |                |           |
| 3 | 3             | "ありのままの私を受け入れて" "Take Me as I Am, Whoever I Am"                  | ジョン・カーニー | ジョン・カーニー            | 2019年10月18日 | MOLV 103  |
| 双極性障害に悩む弁護士のレキシーは躁状態でジェフに出会うが、デートの時に鬱状態となり去られてしまう。欠勤の多さから失職するが、同僚のシルヴィアに病気を告白する。 |               |                                                                               |                  |                             |                |           |
| 4 | 4             | "夫婦という名のラリーゲーム" "Rallying to Keep the Game Alive"                | Sharon Horgan    | Sharon Horgan               | 2019年10月18日 | MOLV 106  |
| 俳優のデニスと妻のサラは倦怠期を迎え、カウンセリングを受ける。助言に従い、共通の趣味としてテニスを始め、危機を乗り越える。 |               |                                                                               |                  |                             |                |           |
| 5 | 5             | "デートの幕あいは病院で" "At the Hospital, an Interlude of Clarity"           | Tom Hall         | Tom Hall                    | 2019年10月18日 | MOLV 104  |
| ロブは初めてのデートにヤスミンを自宅に招くが、ガラスでひどいけがをして病院に担ぎ込まれる。付き添ったヤスミンとロブは病院でそれぞれの弱い面を見せ合う。 |               |                                                                               |                  |                             |                |           |
| 6 | 6             | "パパみたいな人とデート?" "So He Looked Like Dad. It Was Just Dinner, Right?" | エミー・ロッサム | オードリー・ウェルズ        | 2019年10月18日 | MOLV 105  |
| 幼いころに父親を亡くした21歳のマディは、職場で30才年上のピーターに魅かれ、父と娘のようなデートを繰り返すが、ピーターがキスしたことに幻滅する。 |               |                                                                               |                  |                             |                |           |
| 7 | 7             | "僕らが見つけた家族のカタチ" "Hers Was a World of One"                        | ジョン・カーニー | ジョン・カーニー            | 2019年10月18日 | MOLV 107  |
| トビンとアンディのゲイのカップルは養子を迎えようとし、妊娠中のホームレスの女性カーラを斡旋される。自由人のカーラは予定日の8週間前に二人のアパートに引っ越し、ホームレスのミックを連れ込んでトビンを困惑させる。トビンは女の子の出産に立ち会い、アンディとともに育てる。 |               |                                                                               |                  |                             |                |           |
| 8 | 8             | "人生の最終ラップは より甘く" "The Race Grows Sweeter Near Its Final Lap"     | Tom Hall         | ジョン・カーニー & Tom Hall | 2019年10月18日 | MOLV 108  |
| 老境を迎えたジェーンはランニングでケンジと知り合い再婚するが、先立たれる。エピソード1から7の人々の人生が交差する。 |               |                                                                               |                  |                             |                |           |

### シーズン2のエピソード
| 通算 話数 | シーズン 話数 | タイトル                                                                        | 監督                       | 脚本                                                      | 公開日        | 製作 番号 |
| --- | ------------- | ------------------------------------------------------------------------------- | -------------------------- | --------------------------------------------------------- | ------------- | --------- |
| 9 | 1             | "あなたが愛したスポーツカー" "On a Serpentine Road, With the Top Down"          | ジョン・カーニー           | ジョン・カーニー                                          | 2021年8月13日 | TBA       |
| 医師のステファニーは、亡夫ジェリーとの思い出の詰まった古いスポーツカーを、故障がちで修理費がかさむためにためらいながらも手放す。現夫のナイアルは理解し買い戻す。 |               |                                                                                 |                            |                                                           |               |           |
| 10 | 2             | "夜の少女と昼の少年" "The Night Girl Finds a Day Boy"                           | Jesse Peretz               | Sarah Heyward                                             | 2021年8月13日 | TBA       |
| 病気のため、吸血鬼のように昼に寝て夜起きるゾーイは、普通の生活を送る教師のジョーダンと知り合う。一時はスレ違いで溝が広がるも、二人はおとぎ話のような同居を始める。 |               |                                                                                 |                            |                                                           |               |           |
| 11 | 3             | "(ダブリンの）見知らぬ乗客" "Strangers on a (Dublin) Train"                     | ジョン・カーニー           | ジョン・カーニー                                          | 2021年8月13日 | TBA       |
| コロナ下のアイルランドを走る列車の中でポーラとマイケルは出会い惹かれる。二人は古風にも、電話番号も交換せず、二週間後にダブリン駅で再会する約束をして別れるも、ロックダウンにより駅に行けなくなる。                                                                          |               |                                                                                 |                            |                                                           |               |           |
| 12 | 4             | "ひとりよがりな未来予想図" "A Life Plan for Two, Followed by One"               | Marta Cunningham           | Sarra-Jane Piat-Kelly and Dime Davis and Marta Cunningham | 2021年8月13日 | TBA       |
| オハイオ州からニューヨーク市のブルックリン区に越してきたリルはハンサムな生徒会長のヴィンスに恋心を隠しながらも親友となる。8年後、二人は一夜を過ごすが、ヴィンスは親友のままでいたいと願い、リルは傷つく。その後コメディアンとなったリルはヴィンスと再会し、友情を確認する。 |               |                                                                                 |                            |                                                           |               |           |
| 13 | 5             | "本当の私は心理テストでわかるかも" "Am I...? Maybe This Quiz Game Will Tell Me" | Celine Held & Logan George | Celine Held & Logan George                                | 2021年8月13日 | TBA       |
| ティーンエージャーのケイティは、自分が同性愛ではないかと心配する。学校のお泊り会でアレクサと親しくなり思わずキスをする。 |               |                                                                                 |                            |                                                           |               |           |
| 14 | 6             | "こじれた夫婦の待合室" "In the Waiting Room of Estranged Spouses"               | John Crowley               | Susan Soon He Stanton                                     | 2021年8月13日 | TBA       |
| 復員軍人のスペンスは離婚危機で落ち込み、セラピストの待合室で元妻の不倫相手の元妻のイザベルに出会う。乳飲み子を抱えたイザベルと付き合い始め、離婚書類にサインして前に進み始める。                                                                                            |               |                                                                                 |                            |                                                           |               |           |
| 15 | 7             | "僕のこと覚えてる?" "How Do You Remember Me?"                                   | Andrew Rannells            | Andrew Rannells                                           | 2021年8月13日 | TBA       |
| かつて一夜を過ごしたベンとロビーは街ですれ違い、思い出をよみがえらせる。 |               |                                                                                 |                            |                                                           |               |           |
| 16 | 8             | "二度目の抱擁は心と目を開いて" "Second Embrace, With Hearts and Eyes Open"      | ジョン・カーニー           | Kieran Carney                                             | 2021年8月13日 | TBA       |
| ロンドンに住む、二人の娘がいる元夫婦のヴァンとエリザベスは再び親密な関係になる。ヴァンは再婚を求めるが、乳がんにかかったエリザベスは躊躇する。ヴァンはエリザベスと娘の世話を続ける。                                                                                        |               |                                                                                 |                            |                                                           |               |           |

## 製作

### 準備
2018年6月11日、Amazonは8話からなるシリーズを発注した。シリーズはジョン・カーニーが製作・監督・脚本を務めることになった。製作会社としてStoried Media Groupとニューヨーク・タイムズが加わった。2018年11月26日、監督としてエミー・ロッサム、 Sharon HorganそしてTom Hallが加わった。HorganとHallは監督するエピソードの脚本も担当した。ロッサムの監督するエピソードの脚本はオードリー・ウェルズが担当することになった。さらに、Todd Hoffman、Sam Dolnick、そしてChoire Sichaが製作総指揮を務め、Trish Hofmannは製作を務め、Daniel Jonesはコンサルティング・プロデューサーを務めることになった。

### 撮影
2018年9月18日、ニューヨーク市で撮影が始まった。

## 非英語版
インドの3言語版 - ヒンディー語のModern Love Mumbai, テルグ語のModern Love Hyderabad、そしてタミル語のModern Love Chennaiの配信が発表され、そのうちModern Love Hyderabadは2022年7月8月に配信されている。

### 日本版
舞台を東京に移し『モダンラブ・東京〜さまざまな愛の形〜』というタイトルで2022年、Amazon Prime Videoで配信された。
第1話「息子の授乳、そしていくつかの不満」
キャスト
- 高田真莉 - 水川あさみ
- 河野彩 - 前田敦子
- 松本若菜
- 寺島しのぶ
- 梶芽衣子

スタッフ
- 監督・脚本 - 平柳敦子

第2話「私が既婚男性と寝て学んだこと」
キャスト
- 佐藤加奈 - 榮倉奈々
- 山田圭介 - 柄本佑
- 高良健吾

スタッフ
- 監督：廣木隆一
- 脚本：黒沢久子

第3話「最悪のデートが最高になったわけ」
キャスト
- 倉田奈津子 - 伊藤蘭
- 速水耕介 - 石橋凌
- 藤原季節
- 三浦透子

スタッフ
- 監督 - 山下敦弘
- 脚本- 龍居由佳里

第4話「冬眠中のボクの妻」
キャスト
- 塩田健吾 - 成田凌
- 塩田麻衣 - 夏帆

スタッフ
- 監督・脚本 - 荻上直子

第5話「彼を信じていた13日間」
- 篠原桃子 - 永作博美
- 鈴木洋二 - ユースケ・サンタマリア
- 國村隼

スタッフ
- 監督・脚本 - 黒沢清

第6話「彼は私に最後のレッスンをとっておいた」
キャスト
- エマ - ナオミ・スコット
- マモル - 池松壮亮

スタッフ
- 監督・脚本 - 平栁敦子

第7話「彼が奏でるふたりの調べ」（アニメーション作品）
キャスト
- 桜井タマミ - 黒木華（声）
- 梶谷凛 - 窪田正孝（声）

スタッフ
- 監督 - 山田尚子
- 脚本 - 荻上直子